# 松村邦洋のオールナイトニッポン
松村邦洋のオールナイトニッポン（まつむらくにひろのオールナイトニッポン）はニッポン放送の深夜放送オールナイトニッポンでお笑いタレントの松村邦洋がパーソナリティを担当したラジオ番組。1993年4月 - 1999年3月に放送された。

## 概要
ネタコーナーではハガキでしか投稿を受け付けていなかった。ハガキ職人出身の放送作家を数名輩出しており、番組内ではお約束の物真似も披露し、またテレビでは見ることの出来ない松村の一面を聴くことができた。スペシャルウィークには2時間すべてビートたけしのものまねで送る「ほぼビートたけしのオールナイトニッポン」が放送された。
また、ジングル前に流れている全国一斉の曲（フィラー）は松村の大好きな大映テレビで製作されたドラマの曲を使用している。
後述。
2部時代のOPはジョー・サトリアーニ「Summer Song」。
当時伊集院光も「伊集院光のOh!デカナイト」を担当しており、ハガキが「ニッポン放送・デブの番組」で届いていたようにこの番組も「ニッポン放送・デブのオールナイトニッポン」で届いていたらしい。

## 放送時間の変遷
1993年4月7日に水曜2部としてスタート。その後半年で水曜1部に昇格し、1996年6月26日に一旦終了するが、その後僅か3ヶ月後の10月1日に火曜1部に復帰。しかし1999年4月よりニッポン放送・LF+R発足に伴う大規模改編で、松村が担当していた従来の「オールナイトニッポン」1部を「@llnightnippon.com」に刷新する事に伴い、土曜1部を担当していた松任谷由実と共に“卒業”という形になった（松村・松任谷以外の1部担当パーソナリティは全員平日22・23時台に新設の「allnightnippon SUPER!」に異動。）。後に「高田文夫のラジオビバリー昼ズ」で松村は、「ニッポン放送側の「LF+Rに松村は相応しくない」という理由で降板させられた」と証言している。
- 1993年4月7日 - 9月29日：水曜2部 27:00 - 29:00
- 1993年10月6日 - 1996年6月26日：水曜1部 水曜25:00 - 27:00
- 1996年10月1日 - 1999年3月23日：火曜1部 火曜25:00 - 27:00

## 主なコーナー
葉書を読まれ評判が良かった作品には「金のノベルティグッズ」や「中野猛虎会」のステッカーや「松村殴りたい帳」がもらえた。火曜1部で再開してから「中野猛虎会ステッカー」が完成するまでの間にプレゼントされていた「謎のノベルティ」は松村のプロフィールが殴り書きされたコピー紙1枚だった。
こんな風俗あったらいいな
ディズニーパークのエレクトリカルパレードテーマ曲『バロック・ホウダウン』にのせて、リスナーから寄せられた、現実にはありえないがあったらちょっと嬉しい風俗店のサービスを紹介する松村オールナイト初期の頃のコーナー。
全日本アヘ声選手権
男性リスナーと女性リスナーが 自慢の「アヘ声（あえぎ声）」を電話で対決。審査委員長は飯島愛。男性リスナーの「松ちゃん 重い!! 松ちゃん 重い!! 」や「イク、イク、イク、生島ヒロシ」などのはじけっぷりに番組史上最高の盛り上がりをみせるが、あまりの下品さに1回のみで終了する。優勝した男性リスナーには副賞として、松村邦洋の一日付き人権が与えられた。
木村卓球屋のホップ・ステップ・スマッシュ!
通称「スマッシュコーナー」。最近流行した話題をネタにしてホラを吹くコーナー。ネタの最後を「～にスマッシュ!」で締める。松村が木村拓哉のものまねで進行した。番組内では一番人気のあるコーナーで95年秋には午前2時台の大半をこのコーナーが占めるほどだった。火曜1部移行後も午前2時の時報と共に始まるコーナーとして定着した。ネタは徐々にエスカレートし、ホラというより単なる悪口のネタも増えて行った。コーナーでネタにされた芸能人のファンからの抗議もあったようで、これを逆手に取りコーナーの冒頭で「先週の放送に対する抗議のハガキ」と言う架空のネタ抗議を読み上げる流れも定着した。番組最後期には、木村卓球屋を殺したという、大仁田ネギヌタのスマッシュコーナーとなった。本コーナーから書籍が2冊出版された（後述）。
イェーイ、森山周一郎です
火曜1部時代のコーナー。「刑事コジャック」のオープニングテーマをバックに、松村が森山周一郎のものまねで、森山の渋い声に不似合いなセリフや文章の書かれたネタハガキを読んでいた。コーナー末期には、「ラジオビバリー昼ズ」の金曜日に森山がゲスト出演した際についでに収録した森山本人登場のジングルを使用していた。
時代はウンコロケだとよ!→そんなあなたもシメタニちゃん
日本テレビ系「進め!電波少年」の鬼ディレクターでおなじみだった〆谷浩斗のマネをしたコーナー。また、本番中に〆谷本人から電話も掛かってきたことがある。
掛布雅之のアダルトクイズ
掛布雅之に関するクイズに女性リスナーが答えるというコーナー。ただしあまりにもマニアックなクイズ内容なので、女性リスナーがセクシーな台詞で掛布にお願いすると、掛布に扮した松村が代わりに答えるものだった。当然、クイズよりも過激なお願いの部分がメインのコーナーであり、出演者には賞金6,900円（初期は6,000円）が贈られた。後に男性リスナーを対象にした「中村玉緒のアダルトクイズ」というコーナーもできた。
プロ野球新ルール
水曜1部末期の頃のコーナー。無理矢理な理由をつけて、プロ野球のメチャクチャな新ルールを勝手に考えるコーナー。送られてきたネタはどれも実現不可能なものばかりだった。火曜1部に移り、これが発展して出来たコーナーが後述のスポーツ笑点であり、このプロ野球新ルールもスポーツ笑点のお題の一つとして出題された。
スポーツ笑点
火曜1部時代の2時台後半に主に放送されたコーナー。スポーツ・ネタを「笑点」風に仕立てたコーナー。毎週松村が翌週用のお題を出し、投稿者がそれに答える形式。番組の末期には竹書房の4コマ漫画誌「月刊スポコミ」の同名コーナーと連動しており、ラジオで紹介されたネタの一部が掲載された。
おーい、ドロンズー!
火曜1部時代のコーナー。「『進め!電波少年』でアメリカ大陸縦断ヒッチハイクに挑戦中のドロンズに、日本の最新情報を教えてあげよう」と称して、リスナーから嘘情報を集めるコーナー。ドロンズのゴールインによって終了した。
マジカルバカナ
当時、松村が準レギュラーで出演していた「マジカル頭脳パワー!!」の中でやっていたクイズ、「マジカルバナナ」のパロディ。実際の放送（マジカル）ではカットされそうなまずい連想をした後に、板東英二の物まねで面白いツッコミを入れるもの。
おまかせ!松村商会
かつて放送していたテレビ番組「おまかせ!山田商会」をアレンジしたコーナーでここにU-turn（※現在は解散し、土田晃之のみ）とノンキースが登場していた。ゲストで出演した穴井夕子もこのコーナーに登場し、2コンビと組んで「アナイーズ」と呼ばれていた。
3年B組松八先生
人気学園ドラマ3年B組金八先生のパロディでラジオドラマ風に表現していた。ちなみに名前も「坂本 松八（さかもと まつはち）」だった。コーナーの最後は、ドラマの第4シリーズの主題歌「スタートライン」の替え歌を流していた。1996年3月に終了。同年4月18日の放送で広島美香役の小嶺麗奈がゲストの回で1回だけ復活した。
ためして早ガッテン
ゲテ物を試飲・試食するコーナーで、このコーナーには、当時後番組だったオールナイトニッポンRを担当していた荘口彰久（当時ニッポン放送アナウンサー）が登場していた。その後、コーナーに入る前に、荘口の秘密情報を紹介する「荘口取調室」というコーナーができ、独自のオープニングBGMから太陽にほえろ!のオープニングへと変更された。
ニセ涼子ちゃんは誰だ
篠原涼子の物真似をした素人女性が度々電話出演していた。初め松村は本人だと思い込んでいたが、何度も声を聞くうちに偽者であることに気付く。その後、篠原本人がゲスト出演し、ニセ涼子と声での共演が実現した。もともとこの女性は、小沢健二の物真似をする「ぼくもオザケン」のコーナーに出演したいために番組に応募していた。
西田敏行の「もしも」のコーナー
番組末期のコーナー。有名人の「もしも」を、松村が西田敏行の物まねと「もしもピアノが弾けたなら」の替え歌で紹介（「もしも蛭子能収が金持ちだったら」など）。
バウバウ近況報告
水曜2部時代のコーナー。有名人やアニメのキャラクターに松村がなりきってネタを読んでいた。
ハイパー松村プロジェクト
水曜2部時代のコーナー。太った女の子ばかりのアイドルグループ「デブドル（キャッチフレーズは“ちょっとおデブなカロリーっ子”）」や、「松村の妹コンテスト」といった企画をこのコーナーで行っていた。
人生ピロピロ
水曜2部時代のコーナー。松村流の悩み相談コーナー。
脱いドルを探せ
水曜2部時代のコーナー。以前ヌードになっていた元アイドルの情報を募集していた。
オタッキーアワー
水曜2部時代のコーナー。リスナーからのオタッキーな疑問に答える形で、懐かしのドラマ、バラエティ、特撮などの作品をマニアック好きなタレント・ブレーメン大島とともに検証、進行していた。
松村偉人伝
水曜2部時代のコーナー。松村のこれまでの人生について、リスナーからの質問に答えていた。
苦情処理班
水曜1部の人気コーナー。機動警察パトレイバーの爽やかなBGMに乗せて苦情というより松村への罵詈雑言を紹介する。暴言の酷さに応じて松村のジングルによる「全治三ヶ月」「重傷」「再起不能」「即死」といった評価がされた。但し阪神・淡路大震災発生後、当分の期間このジングルはカットされた。
お礼処理班
オエジンマンの悲劇
小学生の時学校で嘔吐した際、蕁麻疹を発生した松村。それを見たクラスメイトが「おえー！蕁麻疹だー！」と発言したことからオエジンマンという渾名を付けられる。この松村の辛い過去のように、リスナーから実際あったひどい渾名を募集するコーナー。
大竹さんのお詫びと訂正コーナー
番組エンディング時のコーナー。その名の通りその日のオンエアで松村が間違えた人名・地名などを松村本人が太田プロダクション・松村担当マネージャー「大竹さん」のモノマネをしながらお詫び・訂正をする。2時58分30秒ごろから始まるため、一部ネット局では放送されなかった。

## スマッシュコーナーで頻繁にネタにされた有名人や物
- 青島健太（ゴリラネタ）[注釈 2]、福留功男、ともさかりえ（面長ネタ）、m.c.A・T、瀬戸朝香（マヨネーズネタ）、島崎和歌子、福原愛（卓球選手）、あがりた亜紀、KBS京都（ラジオでは「オールナイト」ネット局）、伊能忠敬、河原純一（当時・読売ジャイアンツ。後に西武ライオンズ→中日ドラゴンズに移籍）、宮本和知（当時・読売ジャイアンツ）、佐藤藍子、チャック・ウィルソン、テレコンワールド（通販番組）など

## 番組関連商品

### 書籍
- 「スタードッキリ!スマッシュ報告」（1996年2月）
- 「アルマゲ丼スマッシュ! - 宇宙最終ギャグ戦争」（1999年2月）

### CD
- それでいいのだ/K.松村（1998年8月）
松村と同じ太田プロダクション所属の、シンガーソングライター・泉川そら（現：イズミカワソラ）がプロデュースした。

## ゲスト出演者
深夜枠の番組であるにもかかわらず、松村担当のオールナイトでは小田和正、中森明菜といった大物アーティストから当時人気急上昇中のアイドルとして活動していたともさかりえや篠原涼子、放送当時隆盛を極めたヴィジュアル系バンドも多数出演するなど、幅広いジャンルからゲストが出演していた。井上陽水がアポなしでスタジオに現れたこともある（陽水の子供が当番組のリスナーだったことが理由）。番組最終回で松村が語った「思い出のゲスト」男性第一位はバブルガムブラザーズのブラザートム、女性第一位は古内東子であった。
- 和田アキ子
- Mr.Children
- 酒井法子
- 高島礼子
- 中森明菜
- 小嶺麗奈
- 篠原涼子
- ともさかりえ
- 瀬戸朝香
- 中澤裕子&石黒彩（当時・モーニング娘。メンバー）
- 菅野美穂
- 穴井夕子
- 坂井真紀
- 篠原美也子
- 持田真樹
- かとうれいこ
- 早坂好恵
- 小田和正
- ドリアン助川
- 木村拓哉
- 小錦（出演当時・佐ノ山親方）
- 三宅裕司
- 桜井賢（THE ALFEE）
- 高田文夫
- 松本明子
- 吉田義男（当時、阪神タイガース監督）
- 大友康平（HOUND DOG）
- 大江千里
- シャ乱Q（つんく・まこと・はたけ）
- 猿岩石
- 千秋
- L'Arc〜en〜Ciel
- hideなど多数

## 構成作家
- 鮫肌文殊
- ベン村さ来
- 鈴木おさむ
- 松田健次
- 赤松裕介

## スタッフ
- 伊藤浩一（初期ディレクター）
- 三宅昌臣（後期ディレクター）
- 岡部豊（末期ディレクター）

## 番組ジングルのレパートリー
- 三宅裕司 「お前ら聴けよ、聴いてくれ、お願い聴いて?」（曲は竹本孝之の「てれてzinzin」）
- 笑福亭鶴瓶 「大笑福亭鶴瓶が終わったけどこの番組はよう聴いとるよ…証拠〜覚えとるよ」「松村君は九州産業大学、俺は京都産業大学、CHAGE and ASKAは第一経大」
- 笑福亭仁鶴 「どうもどうも笑福亭仁鶴です…どんなんかな」
- ビートたけし 「どうも北野武です…」
- 片岡鶴太郎 「どうも片岡鶴太郎です。水墨画の世界は楽しいですよ」
- 南原清隆 「どうもぉー、南原清隆でーす。」
- 出川哲朗 「いやいやいや、出川哲朗です。おいしいよ」
- ウド鈴木 「どもども、ウドでーす」
- 筒井道隆 「あ、どうも筒井道隆です。別にガム噛んでるんじゃなくてこれが普通のしゃべり方です。」
- ルー大柴 「OK、あいつのマシンガントークにルーもお手上げ」
- 西本幸雄 「あのね、元近鉄の西本幸雄だけど」
- 吉田義男 「阪神タイガースの吉田です。知らん言うのはすごいですねこの番組」
- 掛布雅之 「吉田監督は小さくコンパクトにまとまってますね。体が」
- 野村克也 「えー野村克也です。阪神タイガース、今年は優勝するから、応援よろしく」
- 竹中直人「猿じゃー! 秀吉も聴いている『松村邦洋のオールナイトニッポン』じゃ!」

## CMフィラー
- 麻倉未稀「ヒーロー HOLDING OUT FOR A HERO (スクール☆ウォーズ)」
- 麻倉未稀「RUNAWAY (乳姉妹)」
- 麻倉未稀「What a feeling ～フラッシュダンス (スチュワーデス物語)」
- 椎名恵 「THE WIND (プロゴルファー祈子)」
- 東京JAP 「摩天楼ブルース (少女に何が起ったか)」
- 丸山みゆき「FIRE (スクール☆ウォーズ2)」
- MIE(現・未唯mie)「NEVER (不良少女とよばれて)」
- 中村雅俊「時代遅れの恋人たち (ゆうひが丘の総理大臣)」
- 海援隊「贈る言葉 (3年B組金八先生)」
- おニャン子クラブ「じゃあね」
- 南野陽子「接近」

## ほぼ織田信長のオールナイトニッポン 「本能寺の変」スペシャル
2005年6月25日深夜27:00 - 28:30に「ほぼ織田信長」名義にて「オールナイトニッポンR スペシャルナイト ほぼ織田信長のオールナイトニッポン「本能寺の変」スペシャル」という形で一夜限り復活。アシスタント・ナレーターとしてニッポン放送アナウンサーの垣花正が森蘭丸に扮して出演。内容は松村がビートたけしを主としてレパートリーである各有名芸能人のモノマネをしながら織田信長として主に戦国時代の歴史をベースとしたフリートークをするものだった。
同時に、糸井重里、松村とは日本テレビ「進め!電波少年」で知り合いだった“Tプロデューサー”こと日本テレビの土屋敏男、及びほぼ日刊イトイ新聞で募った観覧者がパブリックビューイングと題してイマジンスタジオから収録の様子を観覧するというイベントも敢行。糸井・土屋両人に関しては番組内で出演も行った。また、地上波本放送と同時刻にほぼ日上でストリーミング放送も行われ、番組中の観客の歓声や地上波では聞けなかった番組収録前後の会場の様子なども聞くことが出来た。
きっかけは糸井がTBSラジオにて放送していた『ザ・チャノミバ Tea for us.』に松村がゲスト出演したことに端を発する。番組内で披露したビートたけしが織田信長としてオールナイトニッポンをやるというネタが好評で、そのままニッポン放送に持ち込んで番組が実現したとされ、TBSで好評だったものがニッポン放送で番組化されるという稀なケースとなった。テレビでは長くても10分くらいしか楽しめない松村邦洋のモノマネを、1時間30分たっぷり堪能する貴重なラジオ番組であった。

## エピソード
- 水曜2部でスタートした当時は「ワンクール松村のオールナイトニッポン」と自称しており、毎回ニッポン放送玄関前からオープニングをやっていたということもあったが、警備上の問題から玄関前オープニングは数回で終了した。ワンクール（3か月）を過ぎた1993年7月からは「ポークビッツ松村の…」とタイトルコールを改めていた。
- 水曜2部時代、シングル「ピロピロダンス」を出した時「オリコン200位以内に入らなかったら全裸で放送する」と公約したものの、結局200位以内に入ることができず、公約通り全裸で放送した時があった。
- 第一回放送の最初に流した曲と最終回の最後に流した曲は、岡田有希子の「くちびるNetwork」である。ちなみに松村と岡田は共に1967年8月の生まれである。
- 第一回放送直前、緊張のあまりスタジオ内で自慰行為をしていた（1997年放送「オールナイトニッポンディレクターズのオールナイトニッポン」より）。